# Liste des titres musicaux numéro un en Allemagne en 1970
Cette page liste les titres numéro un dans les meilleures ventes de disques en Allemagne pour l'année 1970 selon Media Control Charts. 
Les classements sont issus des 100 meilleures ventes de singles et des 100 meilleures ventes d'albums. Ils se déroulent du vendredi au jeudi, et sont publiés le mardi par l'industrie musicale allemande.

## Classement des singles
| №  | Date         | Artiste               | Titre                       |
| -- | ------------ | --------------------- | --------------------------- |
| 1  | 3 janvier    | Roy Black             | Dein schönstes Geschenk     |
| 2  | 10 janvier   | Roy Black             | Dein schönstes Geschenk     |
| 3  | 17 janvier   | Roy Black             | Dein schönstes Geschenk     |
| 4  | 24 janvier   | Roy Black             | Dein schönstes Geschenk     |
| 5  | 31 janvier   | Roy Black             | Dein schönstes Geschenk     |
| 6  | 7 février    | Roy Black             | Dein schönstes Geschenk     |
| 7  | 14 février   | Roy Black             | Dein schönstes Geschenk     |
| 8  | 21 février   | Roy Black             | Dein schönstes Geschenk     |
| 9  | 28 février   | Roy Black             | Dein schönstes Geschenk     |
| 10 | 7 mars       | Led Zeppelin          | Whole Lotta Love            |
| 11 | 14 mars      | Led Zeppelin          | Whole Lotta Love            |
| 12 | 21 mars      | Led Zeppelin          | Whole Lotta Love            |
| 13 | 28 mars      | Led Zeppelin          | Whole Lotta Love            |
| 14 | 4 avril      | Led Zeppelin          | Whole Lotta Love            |
| 15 | 11 avril     | Led Zeppelin          | Whole Lotta Love            |
| 16 | 18 avril     | Led Zeppelin          | Whole Lotta Love            |
| 17 | 25 avril     | Soulful Dynamics (en) | Mademoiselle Ninette        |
| 18 | 2 mai        | Soulful Dynamics (en) | Mademoiselle Ninette        |
| 19 | 9 mai        | The Beatles           | Let It Be                   |
| 20 | 16 mai       | Frijid Pink           | The House of the Rising Sun |
| 21 | 23 mai       | Frijid Pink           | The House of the Rising Sun |
| 22 | 30 mai       | Peter Maffay          | Du                          |
| 23 | 6 juin       | Peter Maffay          | Du                          |
| 2  | 13 juin      | Norman Greenbaum      | Spirit in the Sky           |
| 24 | 20 juin      | Norman Greenbaum      | Spirit in the Sky           |
| 25 | 27 juin      | Simon & Garfunkel     | El cóndor pasa              |
| 26 | 4 juillet    | Simon & Garfunkel     | El cóndor pasa              |
| 27 | 11 juillet   | Simon & Garfunkel     | El cóndor pasa              |
| 28 | 18 juillet   | Simon & Garfunkel     | El cóndor pasa              |
| 29 | 25 juillet   | Simon & Garfunkel     | El cóndor pasa              |
| 30 | 1er août     | Simon & Garfunkel     | El cóndor pasa              |
| 31 | 8 août       | Simon & Garfunkel     | El cóndor pasa              |
| 32 | 15 août      | Mungo Jerry           | In the Summertime           |
| 33 | 22 août      | Mungo Jerry           | In the Summertime           |
| 34 | 29 août      | Mungo Jerry           | In the Summertime           |
| 35 | 5 septembre  | Mungo Jerry           | In the Summertime           |
| 36 | 12 septembre | Mungo Jerry           | In the Summertime           |
| 37 | 19 septembre | Mungo Jerry           | In the Summertime           |
| 38 | 26 septembre | Mungo Jerry           | In the Summertime           |
| 39 | 3 octobre    | Miguel Ríos           | A Song Of Joy               |
| 40 | 10 octobre   | Miguel Ríos           | A Song Of Joy               |
| 41 | 17 octobre   | Miguel Ríos           | A Song Of Joy               |
| 42 | 24 octobre   | Miguel Ríos           | A Song Of Joy               |
| 43 | 31 octobre   | Miguel Ríos           | A Song Of Joy               |
| 44 | 7 novembre   | Miguel Ríos           | A Song Of Joy               |
| 45 | 14 novembre  | Miguel Ríos           | A Song Of Joy               |
| 46 | 21 novembre  | Miguel Ríos           | A Song Of Joy               |
| 47 | 28 novembre  | Miguel Ríos           | A Song Of Joy               |
| 48 | 5 décembre   | Miguel Ríos           | A Song Of Joy               |
| 49 | 12 décembre  | Miguel Ríos           | A Song Of Joy               |
| 50 | 19 décembre  | Black Sabbath         | Paranoid                    |
| 51 | 26 décembre  | Black Sabbath         | Paranoid                    |

## Classement des albums
| №  | Date         | Artiste           | Titre                      |
| -- | ------------ | ----------------- | -------------------------- |
| 1  | 3 janvier    | The Beatles       | Abbey Road                 |
| 2  | 10 janvier   | The Beatles       | Abbey Road                 |
| 3  | 17 janvier   | The Beatles       | Abbey Road                 |
| 4  | 24 janvier   | The Beatles       | Abbey Road                 |
| 5  | 31 janvier   | James Last        | Non Stop Dancing 9         |
| 6  | 7 février    | James Last        | Non Stop Dancing 9         |
| 7  | 14 février   | James Last        | Non Stop Dancing 9         |
| 8  | 21 février   | James Last        | Non Stop Dancing 9         |
| 9  | 28 février   | James Last        | Non Stop Dancing 9         |
| 10 | 7 mars       | James Last        | Non Stop Dancing 9         |
| 11 | 14 mars      | James Last        | Non Stop Dancing 9         |
| 12 | 21 mars      | James Last        | Non Stop Dancing 9         |
| 13 | 28 mars      | James Last        | Non Stop Dancing 9         |
| 14 | 4 avril      | Led Zeppelin      | Led Zeppelin II            |
| 15 | 11 avril     | Led Zeppelin      | Led Zeppelin II            |
| 16 | 18 avril     | Led Zeppelin      | Led Zeppelin II            |
| 17 | 25 avril     | Led Zeppelin      | Led Zeppelin II            |
| 18 | 2 mai        | James Last        | Non Stop Dancing 10        |
| 19 | 9 mai        | James Last        | Non Stop Dancing 10        |
| 20 | 16 mai       | James Last        | Non Stop Dancing 10        |
| 21 | 23 mai       | James Last        | Non Stop Dancing 10        |
| 22 | 30 mai       | Simon & Garfunkel | Bridge over Troubled Water |
| 23 | 6 juin       | Simon & Garfunkel | Bridge over Troubled Water |
| 2  | 13 juin      | Simon & Garfunkel | Bridge over Troubled Water |
| 24 | 20 juin      | Simon & Garfunkel | Bridge over Troubled Water |
| 25 | 27 juin      | Simon & Garfunkel | Bridge over Troubled Water |
| 26 | 4 juillet    | Simon & Garfunkel | Bridge over Troubled Water |
| 27 | 11 juillet   | Simon & Garfunkel | Bridge over Troubled Water |
| 28 | 18 juillet   | Simon & Garfunkel | Bridge over Troubled Water |
| 29 | 25 juillet   | Simon & Garfunkel | Bridge over Troubled Water |
| 30 | 1er août     | Simon & Garfunkel | Bridge over Troubled Water |
| 31 | 8 août       | Simon & Garfunkel | Bridge over Troubled Water |
| 32 | 15 août      | Simon & Garfunkel | Bridge over Troubled Water |
| 33 | 22 août      | Simon & Garfunkel | Bridge over Troubled Water |
| 34 | 29 août      | Simon & Garfunkel | Bridge over Troubled Water |
| 35 | 5 septembre  | Simon & Garfunkel | Bridge over Troubled Water |
| 36 | 12 septembre | Simon & Garfunkel | Bridge over Troubled Water |
| 37 | 19 septembre | Simon & Garfunkel | Bridge over Troubled Water |
| 38 | 26 septembre | Simon & Garfunkel | Bridge over Troubled Water |
| 39 | 3 octobre    | Deep Purple       | In Rock                    |
| 40 | 10 octobre   | Deep Purple       | In Rock                    |
| 41 | 17 octobre   | Deep Purple       | In Rock                    |
| 42 | 24 octobre   | Deep Purple       | In Rock                    |
| 43 | 31 octobre   | Deep Purple       | In Rock                    |
| 44 | 7 novembre   | Deep Purple       | In Rock                    |
| 45 | 14 novembre  | Deep Purple       | In Rock                    |
| 46 | 21 novembre  | Deep Purple       | In Rock                    |
| 47 | 28 novembre  | Deep Purple       | In Rock                    |
| 48 | 5 décembre   | Deep Purple       | In Rock                    |
| 49 | 12 décembre  | Deep Purple       | In Rock                    |
| 50 | 19 décembre  | Deep Purple       | In Rock                    |
| 51 | 26 décembre  | Deep Purple       | In Rock                    |